# Мутанты (Marvel Comics)
Мутанты (англ. Mutants) — вымышленные существа, появляющиеся в комиксах издательства Marvel Comics. Мутанты обладают генетической особенностью, называемой Икс-геном (англ. X-gene). Он приводит к развитию у мутанта сверхчеловеческих способностей.
В отличие от других персонажей Marvel, которые развивают и приобретают свои силы только после воздействия внешних факторов, способности мутантов являются врожденными и, как правило, проявляются в период взросления.

## Предыстория
Официально Нэмор считается первым супергероем-мутантом, который когда-либо был описан Marvel Comics, он дебютировал в комиксах серии в 1939 году. Однако Нэмор фактически не был идентифицирован как мутант в течение десяти лет после его первого появления. То же самое можно сказать о Торо, партнере-андроиде Человека-факела, представленного в 1940 году.
В марте 1952 года в комиксе Amazing Detective Cases #11 под названием "The Weird Woman" рассказывается о женщине, описывающей себя как мутанта, которая ищет себе подобного. Роджер Карстерс, мутант, который может создавать иллюзии, был показан в Man Comics #28 в сентябре 1953 года. Персонаж со сверхчеловеческими силами, рожденный от облученного радиацией человека, был показан в "The Man with the Atomic Brain!" в Journey into Mystery #52 в мае 1959 года. Несмотря на то, что он специально не называется «мутантом», его происхождение схоже с происхождением известных мутантов.
Малоизвестная история из Tales of Suspense #6 (ноябрь 1959 года) под названием "The Mutants and Me!" была одной из первых историй Marvel (тогда называемой Atlas), персонаж которой был прямо назван «мутантом». Тад Картер, мутант с телекинетическими способностями, показан в Amazing Adult Fantasy #14 в июле 1962 года.
Современная концепция мутантов как самостоятельного подвида была создана и использована редактором и писателем Marvel Стэном Ли в начале 1960-х годов как способ создания большого количества супергероев и суперзлодеев без необходимости думать об отдельной истории для каждого из них. В рамках этой концепции Ли решил, что мутанты-подростки должны, как и обычные люди, посещать школу, чтобы интегрироваться в общество. Для этого появилась школа Ксавьера для одаренных детей.
Исключительно мутантам посвящен цикл комиксов X-Men, первый выпуск вышел в 1963 году. Позднее Marvel представила несколько дополнительных команд супергероев-мутантов, таких как Новые Мутанты, X-Factor, Эскалибур, Сила Икс и Поколение Икс.

### Вторичные мутации
Некоторые мутанты показали способность к развитию вторичной мутации.

### Классификация по уровню силы

#### Класс «Эпсилон»
Самый распространённый класс мутантов. Мутанты класса Эпсилон обладают только нечеловеческой, как правило уродливой, внешностью и лишены каких-либо полезных способностей. Самым наглядным примером мутантов этого класса является Барнелл Богаск, мутант по прозвищу Клюв.

#### Класс «Гамма»
Мутанты этого класса как правило обладают очень сильными способностями, которые в свою очередь обладают очень серьёзными недостатками, затрудняющими возможности персонажа вести обычную жизнь: мутации проявляются в нечеловеческой внешности, необычном цвете кожи, виде конечностей, наличие крыльев и тому подобного, или невозможностью контролировать свои силы. Известными мутантами этого класса являются Зверь, Ангел, Пузырь, Шельма (в дальнейшем была классифицирована как альфа-мутант) и Мэрроу.

#### Класс «Бета»
Мутанты класса Бета обладают таким же уровнем мощи как и мутанты класса Гамма, а их способности также имеют недостатки, однако они намного менее выражены. В основном эти недостатки связаны с проявлением внешних признаков мутации или слабом контроле способностей. Известными мутантами этого класса являются Росомаха, Саблезубый, Мистик и Волна

#### Класс «Альфа»
Класс Альфа встречается реже чем другие классы и мутанты этого класса являются одними из самых могущественных. Способности мутантов этого класса как правило очень сильны и не имеют недостатков, в этом плане учитывается только генетический потенциал мутанта, недостатки вызванные физическими и психологическими травмами в классификации не учитываются. Известными мутантами этого уровня являются Циклоп, Бишоп, Апокалипсис, Себастьян Шоу, Нэмор, Хавок и Мистер Синистер. Так же к этому классу стала относиться и Шельма, когда она научилась полностью контролировать свою способность. Некоторые Альфа-мутанты в дальнейшем были классифицированны как мутанты уровня Омега.

#### Класс «Омега»
Омега является одним из самых мощных генетических потенциалов мутационных способностей. Этот термин впервые был замечен в выпуске Uncanny X-Men № 208 1986 года, но он был совершенно не объяснен из-за его упоминания об исключительном уровне власти. Этот термин не был замечен до 2001 года, пока не вышла ограниченная серия "X-Men Forever". Некоторые способности, описанные как  класс Омега, включают в себя бессмертие, экстремальное манипулирование материей и энергией, высокую псионическую способность, сильный телекинез и потенциал существования за пределами известной физической вселенной, однако в комиксах серии отсутствует четкое описание сил и способностей подобных мутантов. Более позднее описание мутантов класса Омега гласит, что в области применения способностей у них нет какого-либо потолка силы. Как правило справиться с омега-мутантом в бою может либо другой омега-мутант, либо особо сильный альфа-мутант. Примеры мутантов, которые были подтверждены как Омега-уровень: Феникс, Квэнтин Квайр, Вулкан, Рэйчел Саммерс, Человек-лёд, Легион, Эликсир, Франклин Ричардс (позднее был классифицирован как "выше уровня Омега") и Псайлок.

### «Homo superior superior»
Представленный в "X-Treme X-Men" Криса Клэрмонта персонаж, известный как Варгас, претендует на роль естественного ответа человечества мутантам. Варгас родился в воплощении пика физических навыков, он обладал сверхчеловеческими уровнями силы, скорости, рефлексов, ловкости, выносливости и долгожительства. Варгас также невосприимчив к различным мутантным способностям (таким как поглощение Джубили и телекинетический взрыв Псайлок).

### Внешние
Созданные Робом Лифелдом, Внешние являются бессмертными мутантами, чьи способности позволили им существовать на протяжении долгих веков. В конце концов, большая часть Внешних убита Селеной. Гидеон, Селена и Апокалипсис — примеры Внешних.

### Чеярафим и Неяпхем
Чеярафим и Неяпхем впервые появляются в Uncanny X-Men #429. Согласно словам персонажа Азазель, Чиярафимы — это группа ангельских мутантов, которые были традиционными врагами Неяпхема, демонической группы мутантов, которые жили в библейские времена. Чеярафимы были фанатиками, у которых был строгий абсолютистский взгляд на нравственность, что привело их к конфликту с Неяпхемом. Это переросло в священную войну, в результате чего Неяпхем был сослан в альтернативное измерение. Дальнейшаяя судьба Чеярафимов неизвестна.
Говорят, что Архангел Людей Икс произошел от Чеярафима, в то время как Ночной Змей является сыном Неяпхема, Азазеля. Неизвестно, является ли Джошуа Гатри, известный как Икар, потомком Шайарафимов.

### Доминантные виды/Люпин
Максимус Лобо утверждает, что он является частью мутантного подтипа диких, похожих на волков мутантов, которых он называет доминирующими видами.  Несколько лет спустя другой мутант Ромулус утверждает, что некоторые человеческие мутанты развивались из волчьих, а не из приматов. Мутанты, входящие в эту группу, включают Ромулуса, Росомаху, Дакена, Саблезубого, Волчицы, Дикого Дитя, Торна, Ферал и Волка-Куба, с Икс-23 и Натив, как и некоторых других.  Судя по всему, эти группы очень похожи.

### Подменыши
Термин веденный во вторую серию X-Factor. Подменыши являются эволюционными предшественниками мутантов, от которых отличаются тем, что их силы проявляются при рождении, а не во время полового созревания, что свойственно обычным мутантам. Примером этого подкласса являются Джейми Мадрокс (Множитель) и Дэмиан Трип.

### Внеземные мутанты
Люди не являются единственным видом, имеющим мутантный подвид. Ариэль, Счастливчик, Цереза, Ультра Девочка и Чернокнижник — примеры мутантных пришельцев.

## Мутанты как метафора
Будучи вымышленным угнетенным меньшинством, мутанты часто используются как расширенные метафоры для реально существующих групп людей или исторических событий. В 1982 году автор Людей Икс Крис Клэрмонт сказал: «[Мутантов] ненавидят, опасаются и презирает коллективно человечество по какой-то другой причине, кроме той, что они являются мутантами. Так что мы здесь, предназначенные или нет, это книга расизма, фанатизма и предрассудков».
Дэнни Финготет подробно пишет в своей книге Superman on the Couch о призыве мутантов и их значении для общества:

Наиболее популярными франшизами поп-культуры являются те, которые заставляют зрителя / читателя чувствовать себя особенным и уникальным, одновременно заставляя его или её почувствовать, что он или она является частью массы людей, которые испытывают и наслаждаются тем же явлением. Тяжелое положение мутантов является универсальным. Многие люди чувствуют потребность в суррогатной семье, состоящей из тех, кого мир злоупотребляет и преследует так же, как и всю свою жизнь. Это особенно верно в отношении подростков, которые могут частично объяснить некоторые из них мутантов.
Оригинальный текст (англ.)The most popular pop culture franchises are those that make the viewer/reader feel special and unique, while simultaneously making him or her feel he or she is part of a mass of people experiencing and enjoying the same phenomenon. The plight of the mutants is universally compelling. Many people feel a need for a surrogate family, one composed of those the world has abused and persecuted in the same way they have been their whole life. This is especially true in adolescents, which may in part explain some of the draw of mutants.

Явная параллель между гомосексуальностью и мутацией рисуется в художественном фильме Люди Икс 2, где мать Человека-льда спрашивает: «Вы пытались не быть мутантами?» Этот вопрос (или различные его формы) распространен среди родителей, которые узнают, что их дети являются геями. В фильме 2011 года «Люди Икс: Первый класс» Хэнк Маккой (позже известный как Зверь), будучи отправленным к коллеге как мутант, отвечает: «Не спрашивай, не говори».
Ричард Рейнольдс в своей статье Super Heroes, a Modern Mythology пишет:

Большая часть апелляции и привлечения мутантов, составляющих Людей Икс, связана с чувством, как изгоем, одновременно чувствуя себя частью семьи. Мутанты подвергаются остракизму, потому что они разные, но связаны друг с другом из-за их различий. Их можно объединить в определённой степени, как «настоящие» семьи, но они также являются командой. Они отличаются от других команд, таких как Лига Справедливости, которая похожа на меритократию; Только лучшие из лучших присоединяются к этой команде. Напротив, Люди Икс состоят из изгоев. Они обучают и воспитывают друг друга и объединяются общими целями и убеждениями. … вся тема Людей Икс — изоляция мутантов и их отчуждение от «нормального» общества — считаться притчей об отчуждении любого меньшинства … группы меньшинства, решившей заставить свое место в пределах общество.
Оригинальный текст (англ.)Much of the appeal and draw of the mutants that comprise the X-Men has to do with feeling like an outcast while simultaneously feeling like part of a family. Mutants are ostracized because they are different but they bound together because of their differences. The may be forced together to a certain extent like 'real' families but they are also a team. They differ from other teams such as the Justice League, which is like a meritocracy; only the best of the best join that team. In contrast, the X-Men is composed of outcasts. They train and nurture one another and are united by common goals and beliefs. ...the whole theme of  — the isolation of mutants and their alienation from 'normal' society — be read as a parable of the alienation of any minority... of a minority grouping determined to force its own place within society.

## Другие версии

### Earth X
В рамках Вселенной Earth X силы огромного большинства человеческих супергероев Marvel были обнаружены в результате генетических манипуляций Целестиалами Землей миллионов лет назад.

### Ultimate Marvel
Во вселенной Ultimate Marvel на страницах Ultimate Origins #1 выяснилось, что суперматериальные «мутанты» были искусственно созданы с помощью генетической модификации программы Оружие Икс в лаборатории в Альберте, Канада в октябре 1943 года. Это была попытка создать суперсолдат, вдохновляясь существованием Капитана Америки. Джеймс Хоулетт был первым человеком, который был таким образом изменён. В более поздний момент, возможно, во время конфронтации между Магнето и его родителями, мутантный триггер был выпущен в окружающую среду по всему миру, что привело к появлению мутантов вседи населения. После событий сюжета Ultimatum информация о происхождении мутантности была обнародована и в США были предприняты шаги, чтобы сделать мутантность незаконной. Хотя этот шаг, по-видимому, имеет поддержку среди населения, не являющегося мутантами, некоторое меньшинство выражает обеспокоенность тем, что оно приведет к охоте на ведьм и геноциду.